# هيثر كلارك
هيثر كلارك هي مجدفة كندية، ولدت في 25 يوليو 1958 في Stouffville ‏ في كندا.

## وصلات خارجية
- هيثر كلارك على موقع الاتحاد الدولي للتجديف (الإنجليزية)
- هيثر كلارك على موقع أوليمبيديا (الإنجليزية)
- هيثر كلارك على موقع اللجنة الأولمبية الكندية (الإنجليزية)
- هيثر كلارك على موقع اتحاد ألعاب الكومنولث (مؤرشف) (الإنجليزية)